# ريو ناتسومي
ريو ناتسومي (باليابانية: 夏目理緒؛ بالكانا: なつめ りお) هي عارضة وتارينتو يابانية، ولدت في 20 فبراير 1985 في فوناباشي في اليابان.

## وصلات خارجية
- الموقع الرسمي